# Letka (řeka)
Letka (rusky Летка) je řeka na jihu Komijské republiky a v Kirovské oblasti v Rusku. Je dlouhá 260 km. Povodí řeky je 3680 km².

## Průběh toku
Pramení na vysočině Severní Úvaly. Ústí zprava do Vjatky (povodí Kamy).

## Vodní režim
Průměrný roční průtok vody ve vzdálenosti 45 km od ústí u vesnice Kazaň činí 20,6 m³/s.

## Využití
Je splavná pro vodáky. Vodní doprava je možná na dolním toku.